# Faculdade de Engenharia da Universidade Federal de Juiz de Fora

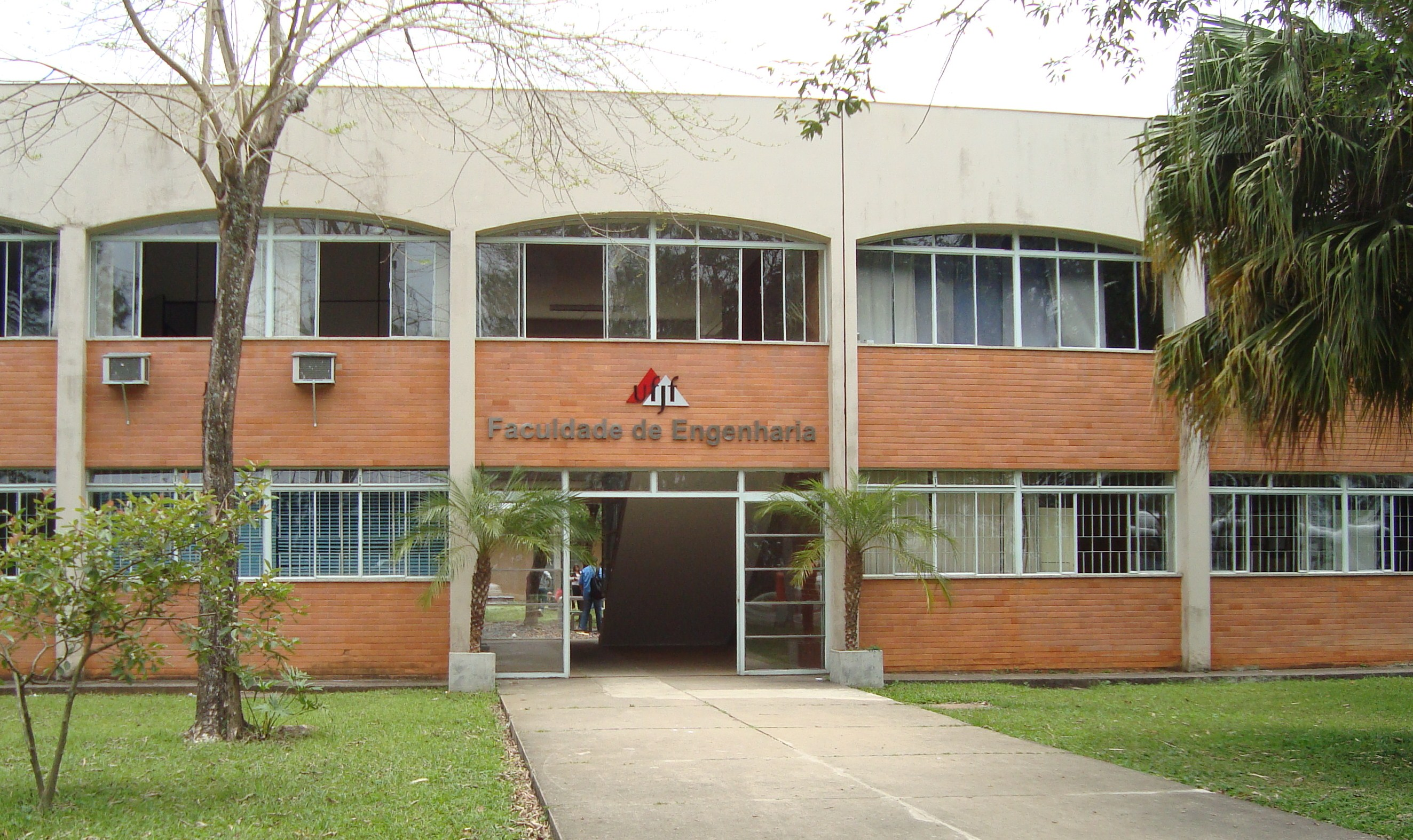
Faculdade de Engenharia da Universidade Federal de Juiz de Fora

A Faculdade de Engenharia da Universidade Federal de Juiz de Fora (FACENG), também conhecida por sua denominação histórica Escola de Engenharia de Juiz de Fora, é uma das faculdades que compõe a Universidade Federal de Juiz de Fora, em Minas Gerais.
Uma das mais antigas do país, a FACENG foi fundada em 1914, por Clorindo Burnier. Em 1960, foi integrada pelo presidente Juscelino Kubitschek com as faculdades de Farmácia e Odontologia, Direito, Medicina e Ciências Econômicas, para formar a Universidade Federal de Juiz de Fora.
De sua fundação até a década de 1960 oferecia o curso de engenharia civil-eletrotécnica, depois desmembrado em engenharia civil e engenharia elétrica. Na década de 1990, passou a oferecer também os cursos de arquitetura e urbanismo e engenharia de produção. Atualmente, continua oferecendo o curso de engenharia de produção, além de engenharia sanitária e ambiental, engenharia mecânica e engenharia computacional, tendo projetos sendo concretizados para ampliação e oferta de outros cursos de engenharia. O curso de arquitetura e urbanismo, recentemente, passou a alçada de uma faculdade própria.

## História
Na Academia de Comércio de Juiz de Fora, foi criado, em 1909, o Curso Politécnico destinado à formação de engenheiros o qual se desdobrou na Escola de Engenharia de Juiz de Fora por iniciativa pessoal e financeira de Asdrúbal Teixeira de Souza. A transformação do Curso Politécnico deu-se em 17 de agosto de 1914, quando foi finalmente criada a Escola de Engenharia de Juiz de Fora.
Aos dezessete do mêz de agosto de mil novecentos e quatorze reunidos no prédio dessa cidade de Juiz de Fora sito à Rua Halfeld nº 175 A os srs Dº. Clorindo Burnier Pessoa de Melo, Asdrúbal Teixeira de Souza, Washington Marcondes Ferreira, Odilon Pereira de Andrade e o Sr. Cristiano Degwert, foi entre os mesmos accordada a creação de uma escola de engenharia sob o nome de – Escola de Engenharia de Juiz de Fora – destinada ao preparo de profissionaes aptos para as obras de engenharia em geral e em particular para as obras referentes a – electricidade – hydraulica e estradas…
Para a primeira diretoria foram eleitos: Clorindo Burnier Pessoa de Melo, diretor da Escola de Engenharia; Asdrúbal Teixeira de Souza, vice-diretor, e; Cristiano Degwert, secretário. Nesta mesma reunião, foi o diretor encarregado pelos membros da Congregação para elaborar o primeiro estatuto e o regimento interno da Escola o qual foi aprovado pela congregação na reunião realizada em 12 de novembro de 1914.
Ainda em 1914, com alunos oriundos da Escola Politécnica da Academia, forma-se a primeira turma de engenheiros de trabalhos públicos composto de seis graduandos. Em oito de dezembro de 1915 ocorre a primeira colação de grau.
Em 1925, na então "Escola de Engenharia de Juiz de Fora", é criado o Centro Acadêmico Clorindo Burnier, representando os discentes do único curso de graduação oferecido pela instituição, o de engenharia civil e eletrotécnica. É a quinta instituição estudantil do Brasil, tendo sua primeira diretoria liderada por Theodomiro Rothier Duarte. Em 1934, a representação estudantil passa a ter uma nova denominação, Diretório Acadêmico da Escola de Engenharia de Juiz de Fora, sendo mais conhecido como "Diretório Acadêmico Clorindo Burnier", que mantém a homenagem ao fundador e diretor da Escola de Engenharia, o Dr. Clorindo Burnier Pessoa de Melo.
Na criação da Universidade Federal de Juiz de Fora (UFJF), em 1960, a "Escola de Engenharia" passa a constituir a nova instituição.

## Diretório Acadêmico Clorindo Burnier
O Diretório Acadêmico da Faculdade de Engenharia da Universidade Federal de Juiz de Fora, ou Diretório Acadêmico Clorindo Burnier, é o órgão representativo dos estudantes da Faculdade de Engenharia da Universidade Federal de Juiz de Fora (UFJF). Fundado em 3 de junho de 1925.
O Diretório, em toda sua história, buscou defender não somente os estudantes de Engenharia como de toda a sociedade. Em 1932, o movimento estudantil foi atuante na defesa do profissional de engenharia, o que culminou num debate e posterior regulamentação da profissão. Já no início da década de 1950, a luta estudantil inicia um movimento que resulta em greve nacional.

## Pessoas notáveis
Em seu quadro de representantes figuraram importantes nomes da sociedade brasileira:
- Itamar Augusto Cautiero Franco[7][8][9] (Presidente, 1953)
- Bruno de Freitas Siqueira[7] (Prefeito de Juiz de Fora, 1999)
- Sergio Naya